# True Jackson, VP
True Jackson, VP er en amerikansk tv-serie der sendes på Nickelodeon.

## Handling
Serien handler om den 15-årige pige, True, der bliver underdirektør i et stort modefirma, "Mad Style". Men de andre – især den tidligere underdirektør, Amanda – er ikke specielt glade for at se en pige der stadig går i skole, som deres chef. Heldigvis bliver True hurtigt gode venner med direktøren, mr. Madigan, og sekretæren, Oscar. Og så har hun jo også sine to bedste venner, Lulu og Ryan. Og med Trues tre, gode sider, kreativitet, fantasi og gode idéer, klarer hun alle problemer der popper op i modeindustrien. For hun blev jo ikke underdirektør som 15-årig for ingenting.

## Figurer
- True Jackson (Keke Palmer) er hovedpersonen. Hun er den 15-årige underdirektør i firmaet, "Mad Style". Hun bor med sin mor og far i New York. Hendes to bedste venner er Lulu og Ryan. Desuden har hun en overgang været vild med postudbringeren fra firmaet, Jimmy, og i en dreng fra skolen, Justin, også kendt som "Lille Shakespeare".

- Lulu (ukendt efternavn) (Ashley Argota) er Trues bedste veninde. Hun er også Trues sekretær i fritiden, på "Mad Style". Hun er bange for duer, men elsker ponyer. Lulu er meget uintelligent

- Ryan Laserbeam (Matt Shively) er Trues anden bedste ven. Han er sjov og charmerende (til tider), og en god ven. Han er lidt klodset, men det er også lidt det der gør ham sjov.

- Max Madigan (Greg Proops) er direktøren for "Mad Style". Han er en god ven med True Jackson. Han er venlig og imødekommende, og altid glad for alles meninger og nye idéer. Og så virker han som en anden far for True på "Mad Style".

- Amanda Cantwell (Danielle Bisutti) er den tidligere underdirektør på "Mad Style". Hun er ikke altid gode venner med True, men somme tider er hun god at snakke med. Hun vil gerne sætte sig selv i godt lys – i hvert fald bedre lys – men det lykkes næsten aldrig. Men det tager mr. Madigan sig ikke af.